# 1754
- Wikisource

| Calendário gregoriano                                                        | 1754 MDCCLIV                        |
| Ab urbe condita                                                              | 2507                                |
| Calendário arménio                                                           | 1203 – 1204                         |
| Calendário bahá'í                                                            | -90 – -89                           |
| Calendário budista                                                           | 2298                                |
| Calendário chinês                                                            | 4450 – 4451 Início a 23 de janeiro  |
| Calendário copta                                                             | 1470 – 1471                         |
| Calendário etíope                                                            | 1746 – 1747                         |
| Calendários hindus - Vikram Samvat - Calendário nacional indiano - Cáli Iuga | 1809 – 1810 1675 – 1676 4854 – 4855 |
| Calendário Holoceno                                                          | 11754                               |
| Calendário islâmico                                                          | 1167 – 1168                         |
| Calendário judaico                                                           | 5514 – 5515                         |
| Calendário persa                                                             | 1132 – 1133                         |
| Calendário rúnico                                                            | 2004                                |
| Calendário solar tailandês                                                   | 2297                                |

1754 (MDCCLIV, na numeração romana) foi um ano comum do século XVIII do actual Calendário Gregoriano, da Era de Cristo, a sua letra dominical foi F (52 semanas), teve início a uma terça-feira e terminou também a uma terça-feira.

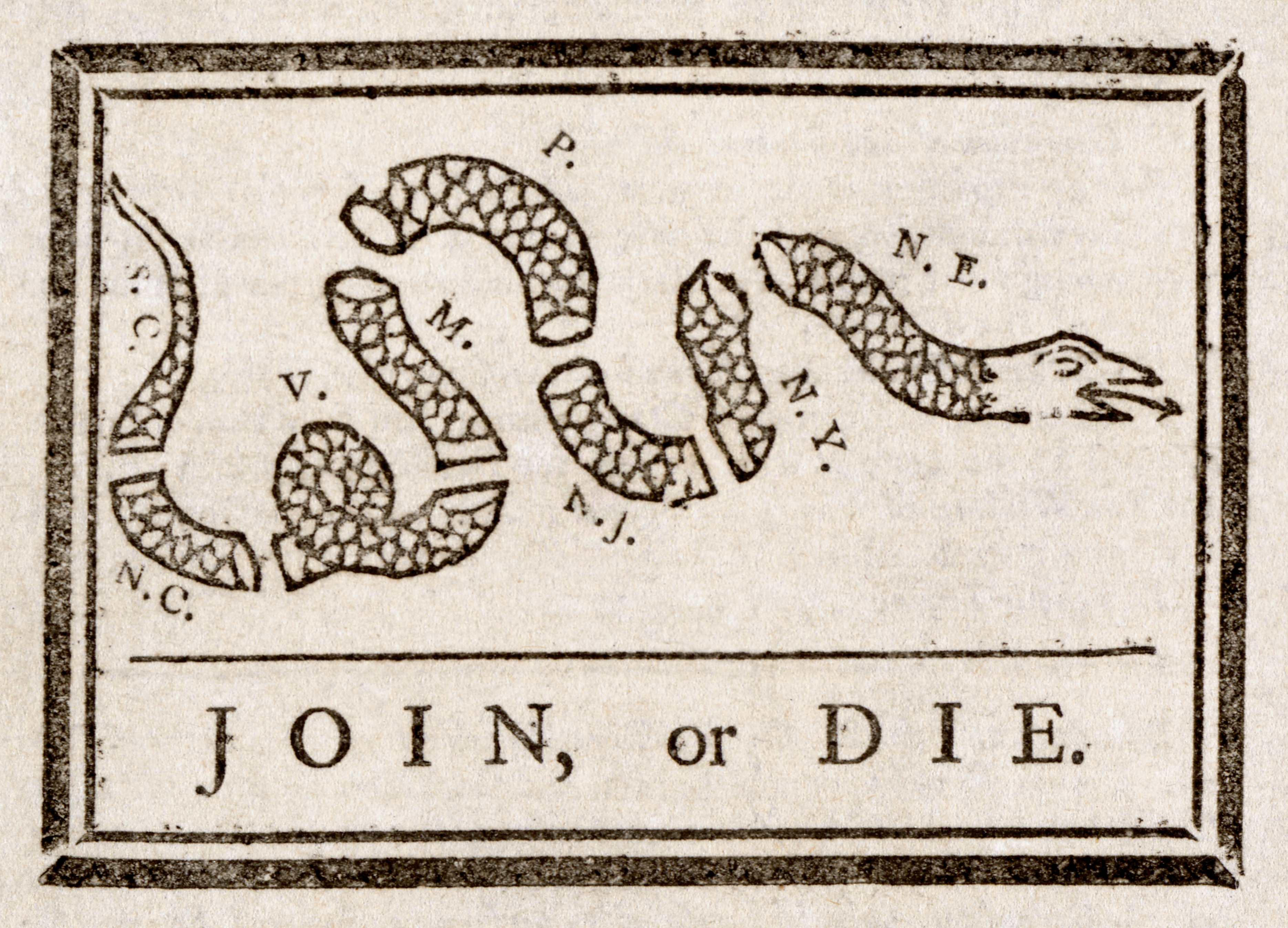
Desenho político (atribuído a Benjamin Franklin — "Unir ou morrer" / "Join or Die" — inicialmente utilizado durante a guerra entre a França e os Índios norte-americanos, foi publicado novamente para encorajar as colónias britânicas na América do Norte contra o domínio da Grã-Bretanha. Jornal The Pennsylvania gazette, de 9 de maio de 1754, com as abreviaturas de algumas dessas colónias.

| Ano completo                       |
| ---------------------------------- |
| Ano comum com início à terça-feira |

## Eventos
- É fundada em Edimburgo a Select Society, um fórum intelectual do Iluminismo escocês.
- 10 de outubro, criada a Paroquia Nossa Senhora do Rosário em Pirenópolis, Goiás.
- É fundada a cidade histórica de Triunfo no atual estado do Rio Grande do Sul.

## Nascimentos
- 2 de Fevereiro - Charles-Maurice de Talleyrand-Périgord, político e diplomata francês (m. 1838).
- 20 de Junho - Amália de Hesse-Darmstadt, condessa de Hesse-Darmstadt e marquesa de Baden (m. 1832).
- 23 de Agosto - Rei Luís XVI de França (m.1793).

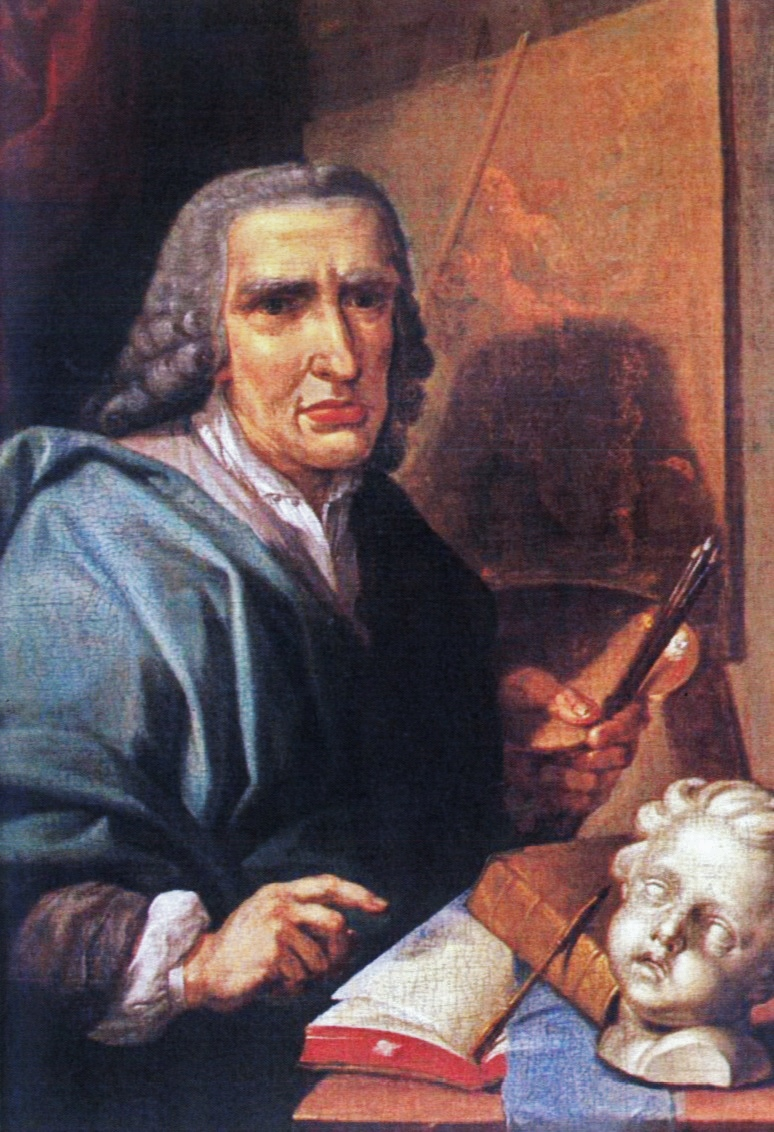
André Gonçalves. Retrato pintado por Pierre-Antoine Quillard por volta de 1730.

## Mortes
- 22 de Fevereiro - Xavier, Duque da Aquitânia (n. 1753).
- 27 de Novembro - Abraham de Moivre, matemático francês (n. 1667).
- Jacopo Francesco Riccati, matemático e físico italiano (n. 1676).
- André Gonçalves - pintor português (n. 1685).

## Por tema
- 1754 na ciência
- 1754 na literatura